# Festong

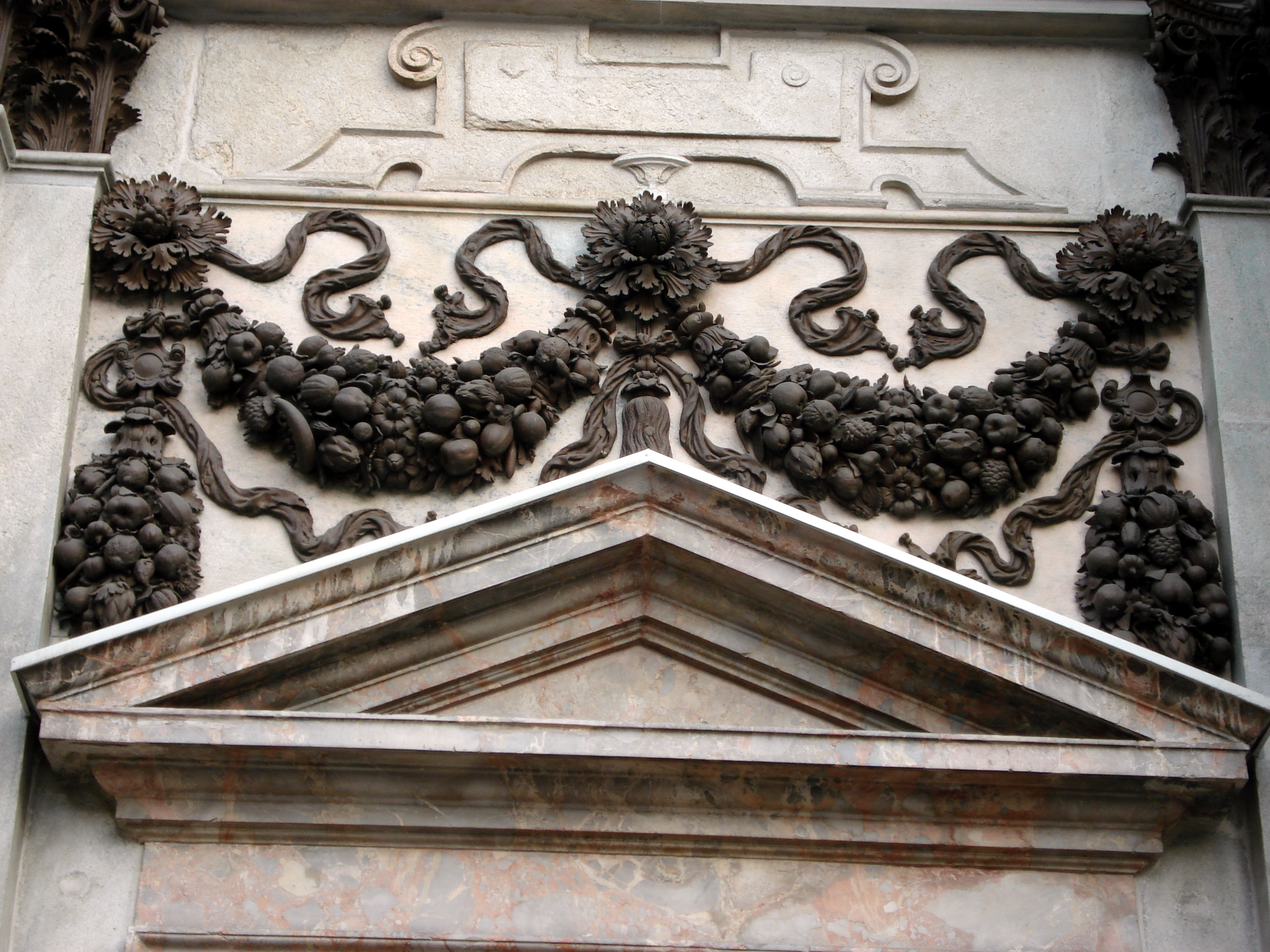
Blomsterfestong vid Santa Maria dei Miracoli i Milano.

Festong (franska feston, italienska festone) är ett bågformigt slingrande band av sammanflätade naturliga blommor, lövverk, frukter och liknande. Under antiken smyckade man vid högtider tempel, altare och triumfbågar med blomsterband, och den bildande konsten upptog detta motiv. Sedermera har alltifrån renässansen festonger varit ett omhuldat dekorationsmedel. 
Festong är också en konstnärlig efterbildning av sådana band genom målning eller skulptering i sten, gips, trä, metall eller liknande som ornament i arkitekturen. De är till exempel vanliga i empirestil. 
Girlang eller girland är ett band av blommor, glitter, lampor eller annat, som kan hängas upp i en festong eller viras kring föremål i dekorativt syfte.